# Rolandylis
Cochylis là một chi bướm đêm thuộc phân họ Tortricinae của họ Tortricidae.

## Hình ảnh

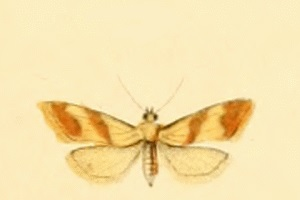
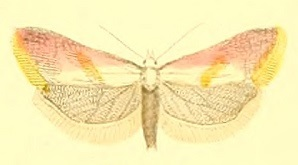
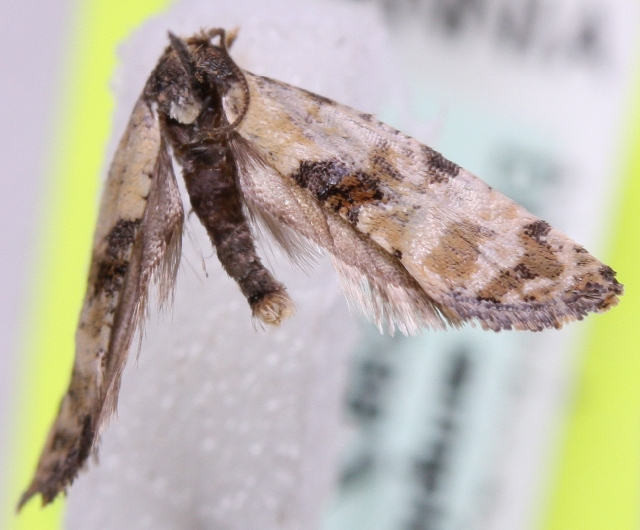
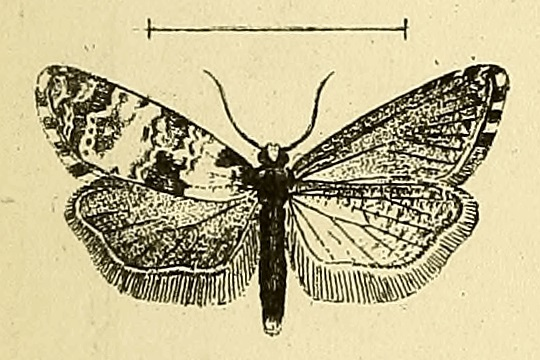

## Các loài
- Rolandylis fusca Pogue, 2001
- Rolandylis maiana (Kearfott, 1907)
- Rolandylis virilia Pogue, 2001